# قائمة أندية كرة القدم في الكويت
هذه قائمةٌ بأندية كرة القدم في الكويت مع تاريخ التأسيس والموقع (المدينة أو المنطقة) ثمّ الإنجازات المحلية بما في ذلك عدد البطولات الرسمية  والتنشيطيّة ومجموع البطولات.
لغاية الموسم الكروي 2022-2023.
| الفريق         | سنة التأسيس    | الموقع                | عدد البطولات الرسمية | عدد البطولات التنشيطية | مجموع البطولات |
| -------------- | -------------- | --------------------- | -------------------- | ---------------------- | -------------- |
| نادي العربي    | 20 أكتوبر 1960 | منطقة المنصورية       | 45                   | 16                     | 61             |
| نادي الكويت    | 20 أكتوبر 1960 | منطقة كيفان           | 49                   | 9                      | 58             |
| نادي القادسية  | 20 أكتوبر 1960 | منطقة حولي            | 48                   | 10                     | 58             |
| نادي كاظمة     | 31 أغسطس 1964  | منطقة العديلية        | 14                   | 5                      | 19             |
| نادي السالمية  | 13 يونيو 1964  | منطقة السالمية        | 9                    | 1                      | 10             |
| نادي الفحيحيل  | 19 أبريل 1964  | منطقة الفحيحيل        | 7                    | 1                      | 8              |
| نادي اليرموك   | 28 فبراير 1965 | منطقة مشرف            | 5                    | 3                      | 8              |
| نادي الشباب    | 15 ديسمبر 1963 | منطقة الأحمدي         | 6                    | 0                      | 6              |
| نادي التضامن   | 8 يونيو 1965   | منطقة الفروانية       | 4                    | 1                      | 5              |
| نادي خيطان     | 13 يونيو 1965  | منطقة خيطان           | 3                    | 2                      | 5              |
| نادي النصر     | 13 يونيو 1965  | منطقة الفروانية       | 3                    | 1                      | 4              |
| نادي الجهراء   | 4 ديسمبر 1966  | منطقة الجهراء         | 4                    | 0                      | 4              |
| نادي الصليبخات | 25 نوفمبر 1972 | منطقة الصليبيخات      | 3                    | 0                      | 3              |
| نادي الساحل    | 8 يناير 1967   | منطقة أبو حليفة       | 3                    | 0                      | 3              |
| نادي برقان     | 23 مارس 2007   | منطقة العدان          | 0                    | 0                      | 0              |
| نادي القرين    | 23 مارس 2011   | منطقة علي صباح السالم | 0                    | 0                      | 0              |